# Groton (Massachusetts)
Groton – miasto w Stanach Zjednoczonych, w stanie Massachusetts, w hrabstwie Middlesex.